# KV50 — KV52
KV50, KV51 и KV52 — египетские гробницы животных в Долине царей, эпохи XVIII династии. Гробницы обнаружены в результате сезонных раскопок 1905—1906 года под руководством Эдварда Айртона и финансовой поддержке Теодора М. Дэвиса. Результаты раскопок опубликованы в 1908 году.

## Гробницы
Во всех трёх гробницах находились только животные, отчего захоронения и получили название «Гробницы животных». Данный факт свидетельствует, что в Долине царей хоронили не только правителей, представителей знати и их родственников, но также домашних животных фараонов. Расположение гробниц животных вблизи усыпальниц Аменхотепа II (KV35) и Хоремхеба (KV57) может указывать на потенциального хозяина животных. Ещё в древности гробницы были разграблены и сегодня содержат мусор.

Планы гробниц
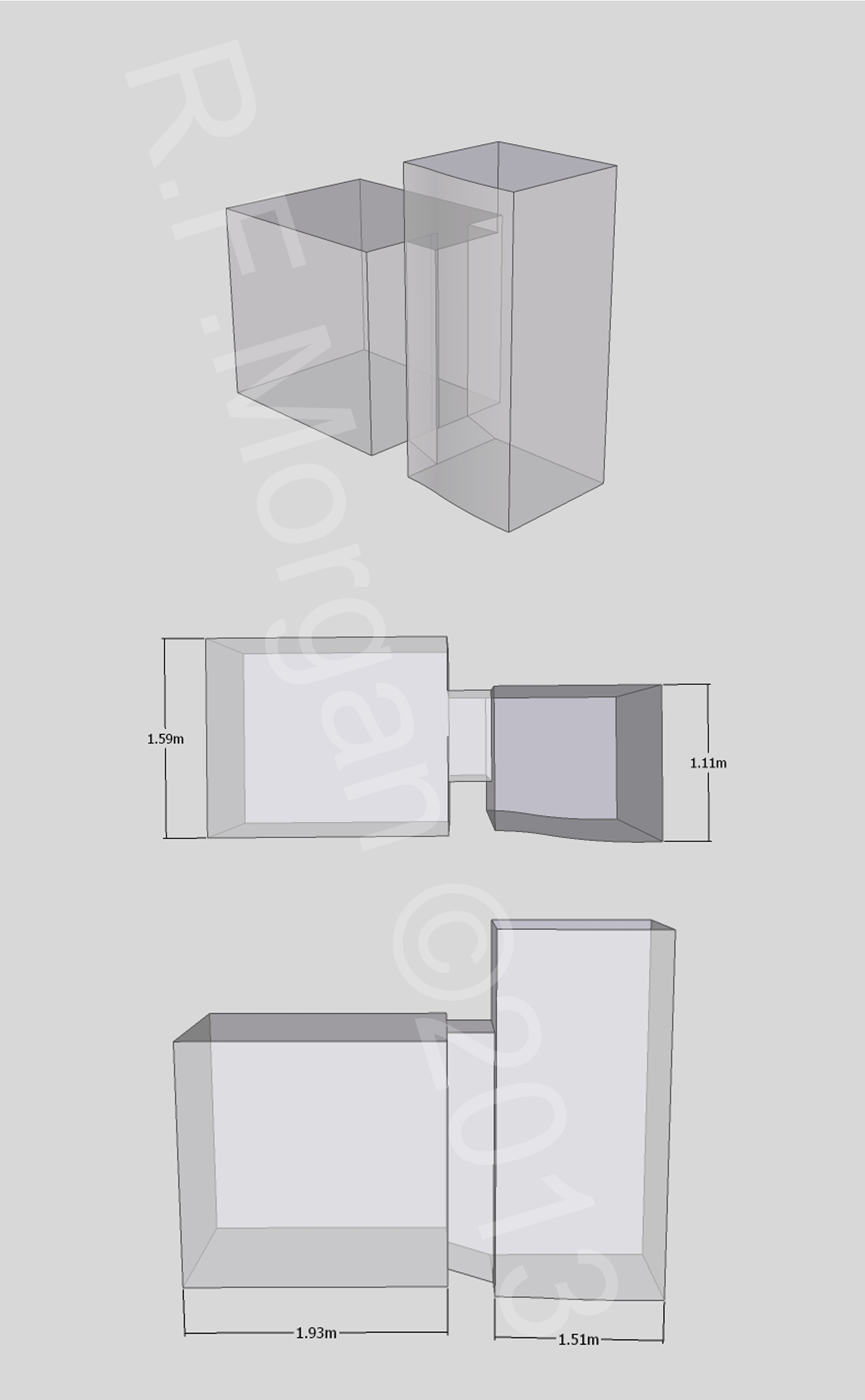
План гробницы KV50
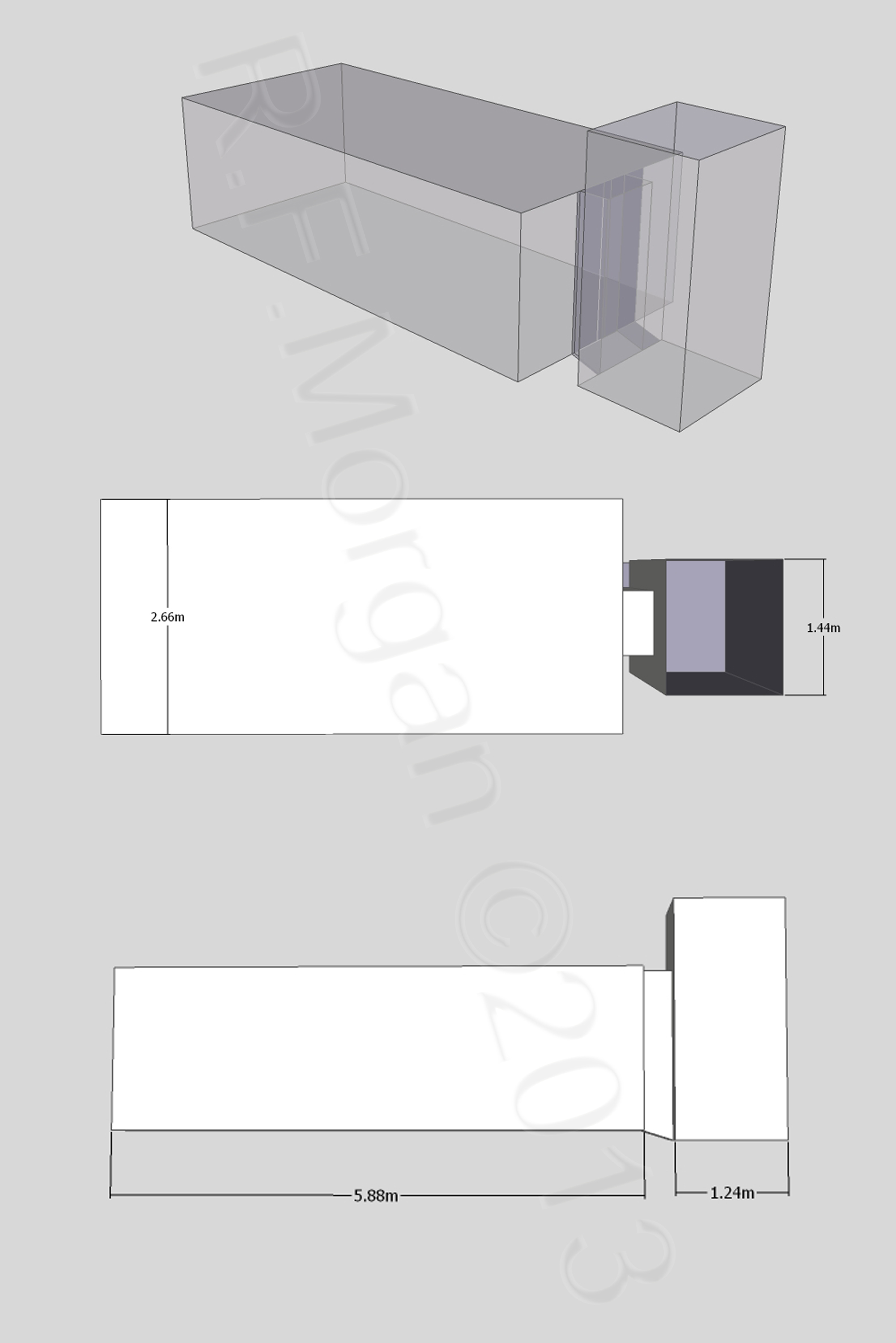
План гробницы KV51
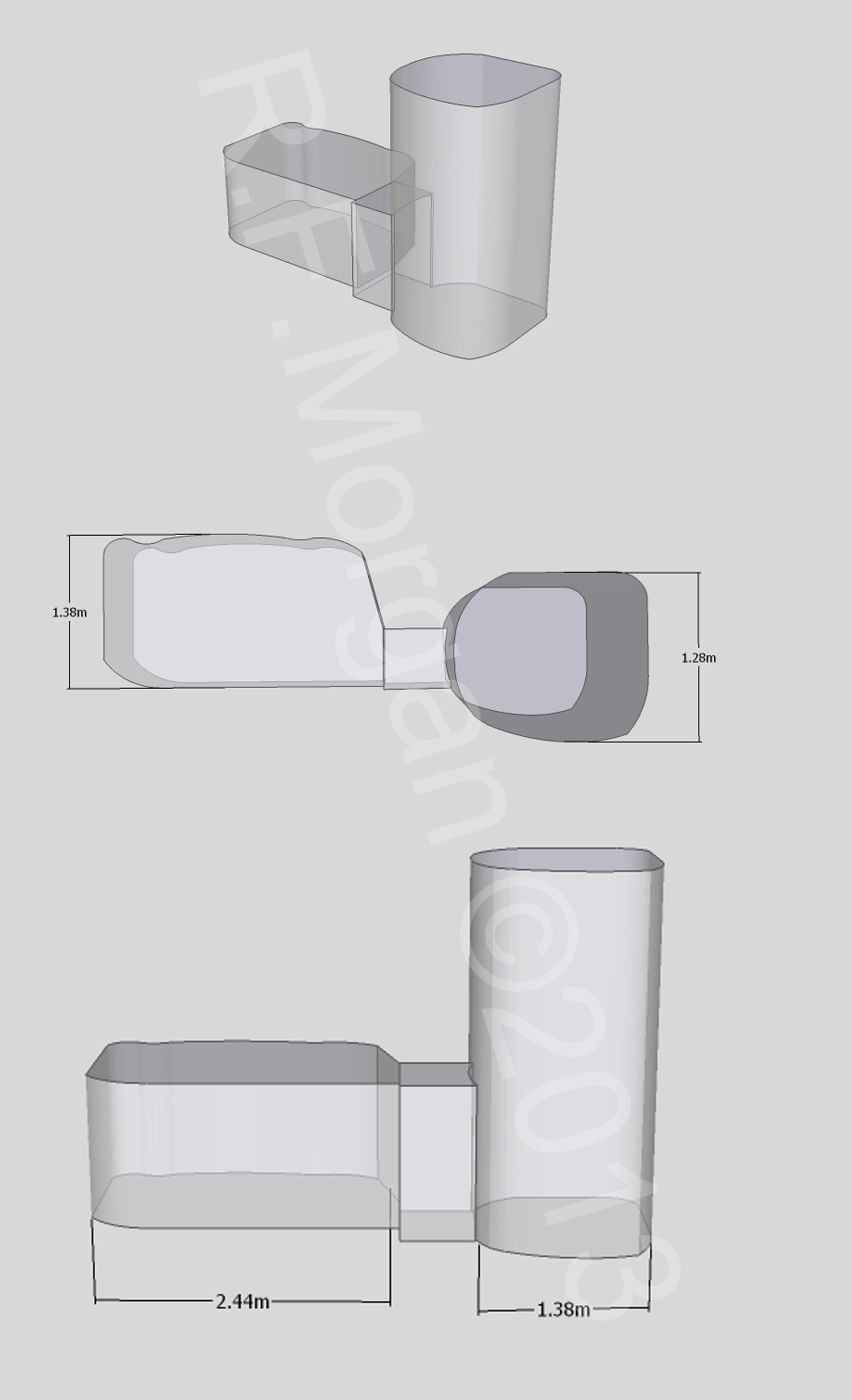
План гробницы KV52

### KV50
Недекорированная гробница KV50 представляет собой небольшое помещение с ведущей к нему шахтой и является одной из самых малогабаритных в Долине царей. Здесь найдены мумии собаки и обезьяны. Сохранились осколки от саркофага, который принадлежал этим животным. Точное нахождение гробницы сегодня не известно.

### KV51
Гробница KV51 также не декорирована, состоит из погребального помещения и коридора. Здесь покоились мумии трёх обезьян, бабуина, трёх уток и ибиса. На одной обезьяне было надето ожерелье с голубыми камнями. У бабуина ещё при жизни были удалены клыки, чтобы он не мог ими никого поранить.

### KV52
Гробница KV52 также не декорирована, представляет собой камеру и шахту. Здесь найдены мумия обезьяны, предметы похоронной церемонии.